# 蝸堂
蝸堂（かどう、生没年不詳）とは、明治時代の浮世絵師。

## 来歴
師系・経歴不明。蝸堂と称し明治27年（1894年）に日清戦争、明治37年（1904年）に日露戦争の錦絵を残す。

## 作品
- 「大日本大勝利　海洋嶌大海戦之図」　大判錦絵3枚続　早稲田大学図書館所蔵　※明治27年、版元は「日本橋区四日市二番地　綾部半次郎」とあり
- 「日露海戦勲功美譚之内　広瀬海軍中佐之奇勲」　大判錦絵3枚続　プラハ国立美術館所蔵　※明治37年